# Les Bons Débarras
Pour le trio de musique traditionnelle québécois, voir Bon Débarras.
Pour plus de détails, voir Fiche technique et Distribution.
Les Bons Débarras  est un film québécois de Francis Mankiewicz, sorti sur écran en 1980. Le film est le fruit d’une riche collaboration avec le romancier et dramaturge Réjean Ducharme qui en est le scénariste. Le film est considéré comme une œuvre majeure de la cinématographie québécoise.

## Synopsis
Proche d’une petite ville québécoise des Laurentides, Manon, 12 ans, vit dans une maison isolée, avec sa mère Michelle et Guy, son oncle maternel mentalement arriéré. L’univers affectif de Manon se réduit à son seul parent, sa mère dont elle cherche l’amour exclusif. De son côté, Guy est comme un autre enfant. Il vit dans son monde et il est attiré par la riche madame Viau-Vachon à qui ils vendent du bois. Comme une source apparemment intarissable, Michelle est entourée de personnes qui comptent sur son affection : Manon, Guy, son amant le policier Maurice et Gaétan, mécanicien et ami de Manon. Un évènement vient menacer la seule dynamique affective que Manon connait. Enceinte de Maurice, sa mère tente de partager sa joie avec elle. En crise, Manon s’enfuit de la maison en cherchant à prouver qu’elle est seule à pouvoir prendre soin de sa mère dans les circonstances les plus difficiles. Au retour, elle pousse Guy au suicide, le cache à sa mère et détruit la relation entre celle-ci et Maurice, en l’isolant des autres et en la gardant pour elle seule.

## Fiche technique
- Titre original : Les Bons Débarras
- Titre en anglais : Good Riddance
- Réalisation : Francis Mankiewicz
- Production : Claude Godbout et Marcia Couëlle
- Scénario : Réjean Ducharme
- Photographie : Michel Brault
- Montage : André Corriveau
- Musique : Bernard Buisson
- Direction artistique : Michel Proulx
- Durée : 120 minutes

## Distribution
- Charlotte Laurier : Manon
- Marie Tifo : Michelle
- Germain Houde : Guy
- Louise Marleau : Madame Viau-Vachon
- Roger Lebel : Maurice
- Gilbert Sicotte : Gaétan
- Serge Thériault : Lucien
- Jean Pierre Bergeron : Fernand
- Léo Ilial : Samaritain
- Madeleine Chartrand : Fille au bar
- Louise Rinfret : Fille au bar
- Éric Beauséjour : Cousin
- Jean-Pierre Duplessis : Cousin
- Marcella Fajardo : Cousine
- Marie Laurier : Cousine

## Récompenses
- Dans des scrutins périodiques organisés par le Festival international du film de Toronto et composés de critiques de films, d’historiens, de producteurs et de membre de l’industrie canadienne du film, le jury l’a classé parmi « les dix meilleurs films canadiens de tous les temps » successivement en 1984, en 1993 et en 2004.

- 1981 : Prix Génie du meilleur film
- 1981 : Prix Génie du meilleur réalisateur à Francis Mankiewicz
- 1981 : Prix Génie du meilleur scénario original à Réjean Ducharme
- 1981 : Prix Génie de la meilleure actrice à Marie Tifo
- 1981 : Prix Génie du meilleur acteur de soutien à Germain Houde
- 1981 : Prix Génie de la meilleure photographie à Michel Brault

## Nominations
- 1980: Ours d'or au Festival international du film de Berlin
- 1981 : Prix Génie de la Meilleure direction artistique à Michel Proulx
- 1981 : Prix Génie du Meilleur dessin de costumes à Diane Paquet
- 1981 : Prix Génie de la Meilleure actrice dans un rôle principal à Charlotte Laurier

## Autour du film
- Le tournage du film a eu lieu à Saint-Hippolyte du 27 septembre au 12 novembre 1978.
- Le budget du film a été de $632 000.
- En 2003, La Presse l'a classé comme le plus grand film dans l'histoire du cinéma québécois.
- En  novembre 2016, le Théâtre des Fonds de Tiroirs (Québec) et le Théâtre du Trident (Québec) en dont une adaptation pour la scène, sous la direction de Frédéric Dubois.